# Cannabis in Germania
La cannabis in Germania è legale per l'uso ricreativo da parte degli adulti di età pari o superiore a 18 anni, con alcuni obblighi e limitazioni, dal 1º aprile 2024. 

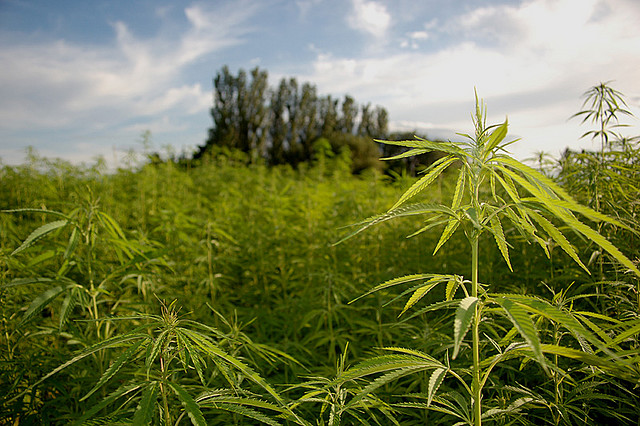
Hanflabyrinth a Berlino

È l'ottavo paese nell'Unione europea a legalizzare e liberalizzarne l'uso personale a scopo ricreativo.

## Contesto
Precedentemente alla primavera 2024 e fino all'entrata in vigore della legge, era legale sotto lo 0,3% di THC (la cosiddetta marijuana light), depenalizzato il possesso di modiche quantità (entro i 10 grammi). Legale l'uso per scopi terapeutici con prescrizione medica.

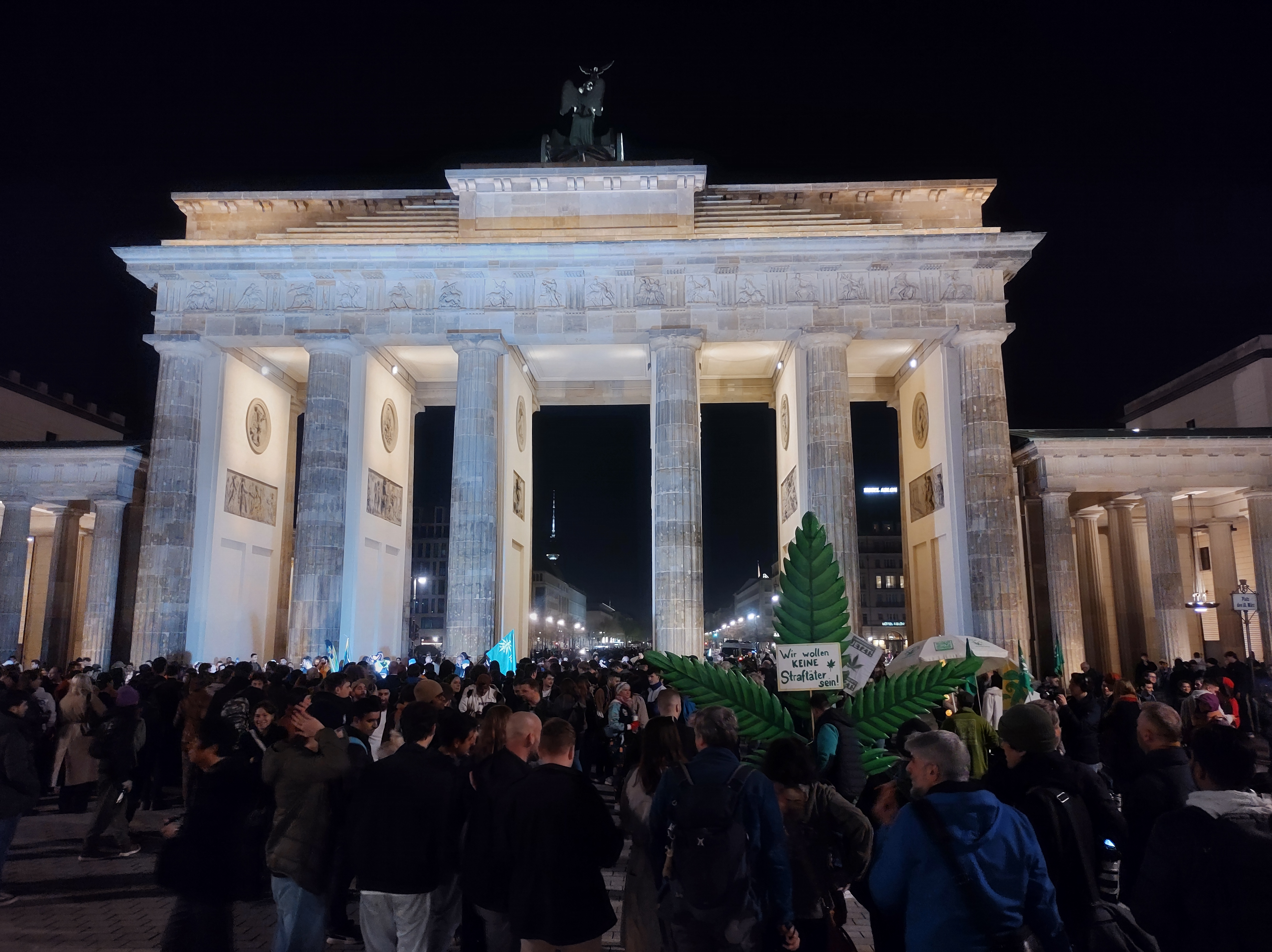
Manifestazione alla porta di Brandeburgo il 31 marzo 2024 per la legalizzazione

Già nel 2021, ma soprattutto nel 2022, la "coalizione semaforo" aveva in progetto un piano per distribuire in negozi autorizzati cannabis a scopo ricreativo per dare vita ad una distribuzione controllata e di qualità.

## Legalizzazione
La cosiddetta coalizione semaforo a novembre 2023 ha manifestato la volontà di legalizzare l’uso e la coltivazione di cannabis a scopo ricreativo, a loro dire per combatterne e ridurre il traffico ed l'uso illecito. Contrarie sono state le posizioni dei sindacati e rappresentanti dei corpi di polizia e dei sanitari.
Il 22 marzo 2024 il Bundesrat ha definitivamente approvato la depenalizzazione e liberalizzazione sia della coltivazione a uso privato della cannabis che la vendita attraverso assicurazioni e club autorizzati, come già a fine febbraio era stata legiferata dal Bundestag.
Il 1º aprile 2024 è entrata ufficialmente in vigore la nuova legge, che rende la Germania uno dei pochi paesi europei a legalizzare la detenzione e il possesso ad uso esclusivamente personale fino a 25g con sé, fino a 50g in abitazione privata e fino a tre piante coltivate a persona, senza limiti di THC. La cannabis viene distribuita da specifiche associazioni senza scopo di lucro che possono avere al massimo 500 membri.
A ciò si aggiungono altre limitazioni. Rimangono proibiti sia lo spaccio che cessione gratuita a terzi. Prerequisiti per poterne usufruire sono l'iscrizione per l'appunto a tali associazioni e club, nonché essere residenti in Germania da almeno sei mesi. È inoltre proibito fumare in presenza di minorenni, nelle aree pubbliche pedonali dalle ore 7:00 alle ore 20:00, nonché sempre e comunque nelle vicinanze di scuole, asili nido, campi da gioco e impianti sportivi (rimanendo fuori dal campo visivo degli ingressi di questi luoghi o a più di 100 metri di distanza).
Inoltre, le vendite di cannabis nei negozi o online e nelle attività commerciali di cannabis non sono consentite. Per gli stranieri e i turisti non è possibile acquistare legalmente cannabis.